# اشکاشم، افغانستان
اِشکاشِم (به لاتین: Ishkashim) یک شهرک در افغانستان است که در ولایت بدخشان (افغانستان) واقع شده‌است. اشکاشم ۲٬۶۰۰ متر بالاتر از سطح دریا واقع شده‌است. مردم اشکاشم علاوه بر دری، به زبان اشکاشمی نیز صحبت می‌کنند.